# Monocle
Ne doit pas être confondu avec Monocle (magazine britannique) ou Monocle (magazine américain).
 (juillet 2023).
Si vous disposez d'ouvrages ou d'articles de référence ou si vous connaissez des sites web de qualité traitant du thème abordé ici, merci de compléter l'article en donnant les références utiles à sa vérifiabilité et en les liant à la section « Notes et références ».

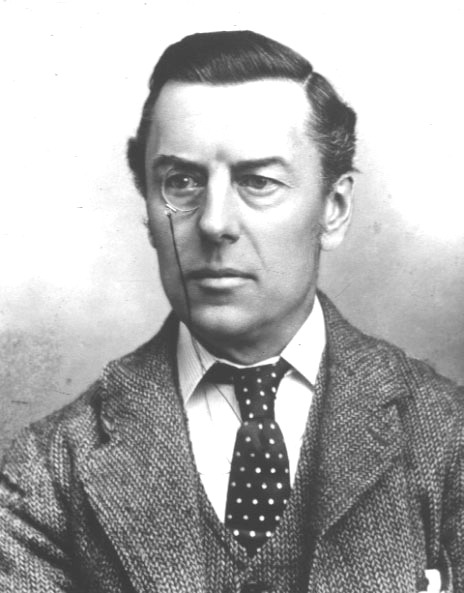
Joseph Chamberlain portant un monocle.

Un monocle est un unique verre de lunette circulaire entouré d'une bague (en corne ou en métal) ou non cerclé, maintenu par simple pression entre l'arcade sourcilière et le haut de la pommette, et servant à corriger les problèmes de vue.
Il est souvent associé à une chaîne reliée aux habits du porteur permettant de ne pas le perdre ou le casser, notamment s'il devait tomber par mégarde, et de le ranger dans une poche.

## Historique

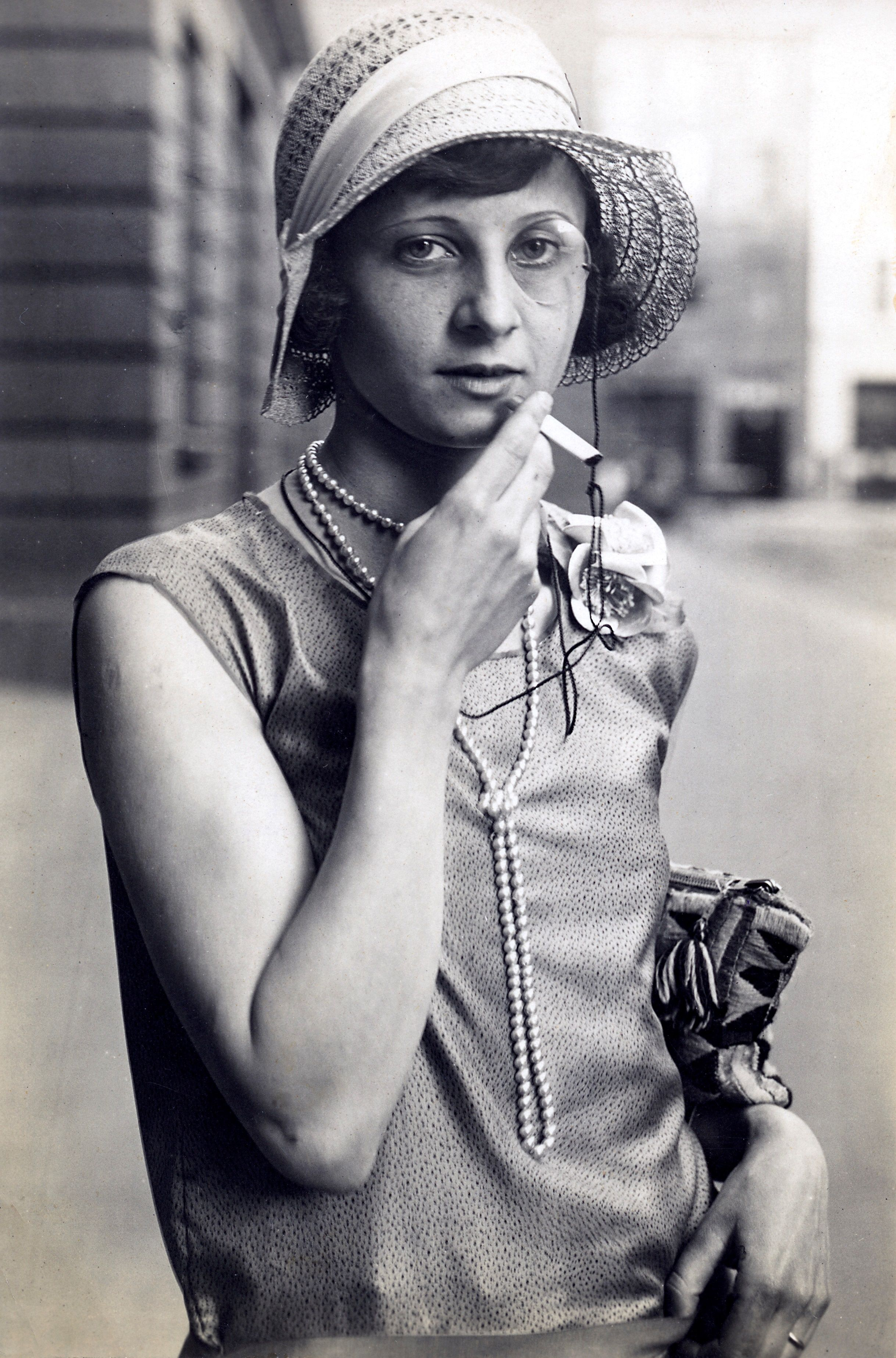
Femme à Berlin en 1929 avec coupe de cheveux dite à la garçonne, chapeau cloche, monocle et cigarette.

L'antiquaire Philipp von Stosch porta un monocle à Rome dans les années 1720, afin de pouvoir examiner de près les gravures et les inscriptions, mais le monocle n'est apparu en tant qu'attribut des gentlemen qu'à partir du XIXe siècle. Il fut introduit dans la mode à travers la lorgnette des dandys des années 1790.
Le monocle était à l'origine monté sur un manche et pouvait être équipé d'un anneau pour y engager un doigt, tel le lancetier sous Louis XV.
Le monocle complétait le costume typique du dandy des années 1890, avec une queue-de-pie et un chapeau haut-de-forme, associé aux hommes des classes supérieures et dirigeantes.
Le monocle a joui d'un grand succès chez les officiers supérieurs, le règlement interdisant aux « binoclards » d'être promus à ce rang à la dignité martiale considérée comme peu compatible avec la vue basse. Un officier britannique trouva un moyen astucieux de contourner la consigne grâce au port du monocle. Il est ainsi devenu l'accessoire stéréotype des officiers militaires allemands de cette époque, plus spécialement de la Première Guerre mondiale, avec le cliché de l'Oberst allemand en train de planifier la disparition des forces ennemies, monocle en place pour examiner les cartes. 
Si les monocles ont été très répandus à la fin du XIXe siècle, ils sont rarement portés au XXIe siècle. Cela est dû en grande partie aux progrès de l'optométrie qui permettent de mieux mesurer les défauts de réfraction, de sorte que des lunettes ou des lentilles de contact peuvent être prescrites avec des forces différentes pour chaque œil, et aussi à cause des stéréotypes qui leur sont associés. Une autre contribution significative au déclin du monocle est que certaines organisations de santé ne rembourseraient pas les prescriptions pour les monocles, même quand l'ophtalmologue l'a recommandé.
Les monocles sont ainsi repris dans la garde-robe du courant de mode des garçonnes dans les Années folles et a recueilli un certain succès dans les milieux lesbiens élégants comme simple accessoire de mode[réf. nécessaire]. 

## Styles

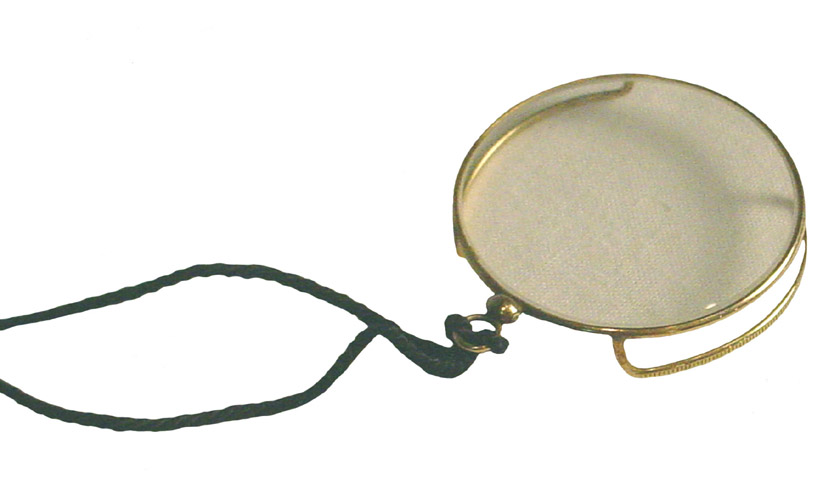
Un monocle à galerie plaqué or du début du XXe siècle.

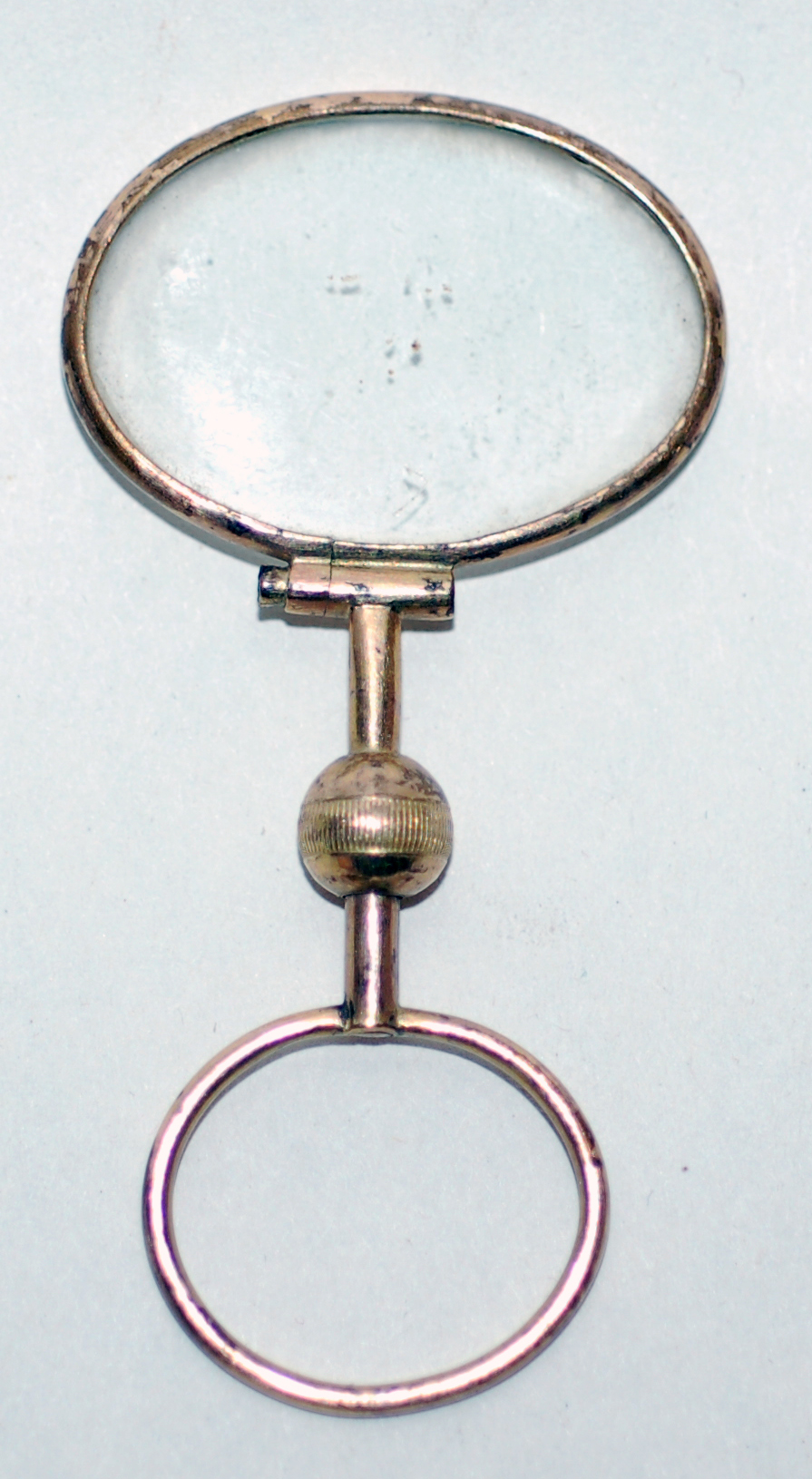
Lancetier.

Il existe trois sortes de monocle. La première consistait en une simple boucle de métal enserrant une lentille, portée dans l'orbite. Ce furent les premiers monocles, portés en Angleterre à partir des années 1830.
La deuxième sorte, développée dans les années 1890, la plus élaborée, était composée d'un cadre muni d'un rebord appelé galerie. La galerie a été conçue pour aider à maintenir le monocle en place en le soulevant hors de l'orbite, de manière que les cils ne puissent le toucher. Les monocles à galerie étaient bien souvent les plus coûteux. Les plus riches pouvaient disposer de cadres sur mesure pour les adapter à leurs propres orbites.
La troisième sorte de monocle était sans cadre. Il consistait en une pièce de verre avec un rebord dentelé pour faciliter le maintien, et parfois un trou percé dans un côté pour y faire passer un cordon. Le monocle sans cadre était cependant plus souvent porté librement, sans cordon. Ce modèle eut du succès au début du XXe siècle grâce à sa forme adaptable à n'importe quelle orbite, et à son prix plus abordable, du fait de l'absence de fabrication d'un cadre personnalisé
Le préjugé que les monocles sont inconfortables à porter est faux. S'ils sont adaptés, ils peuvent être portés sans aucun effort, même si leur ajustement régulier fait partie de la vie des porteurs, comme on peut le voir dans les films avec Erich von Stroheim.
Souvent, seuls les plus aisés pouvaient se permettre d'en avoir des personnalisés, alors que les plus pauvres étaient moins bien équipés et étaient moins à l'aise. La croyance populaire gardait (et garde toujours) l'image du monocle qui tombe facilement avec les mouvements de l'expression du visage. Un élèvement un peu trop important du sourcil peut lui permettre de tomber. Cela a donné un gag que la comédie exploite énormément : un gentleman de classe aisée prend un air choqué en réponse d'un événement quelconque, et son monocle tombe dans son verre, se fracasse au sol, etc.
La lorgnette est une sorte de monocle avec un long manche, à la manière d'un lorgnon

## Les porteurs

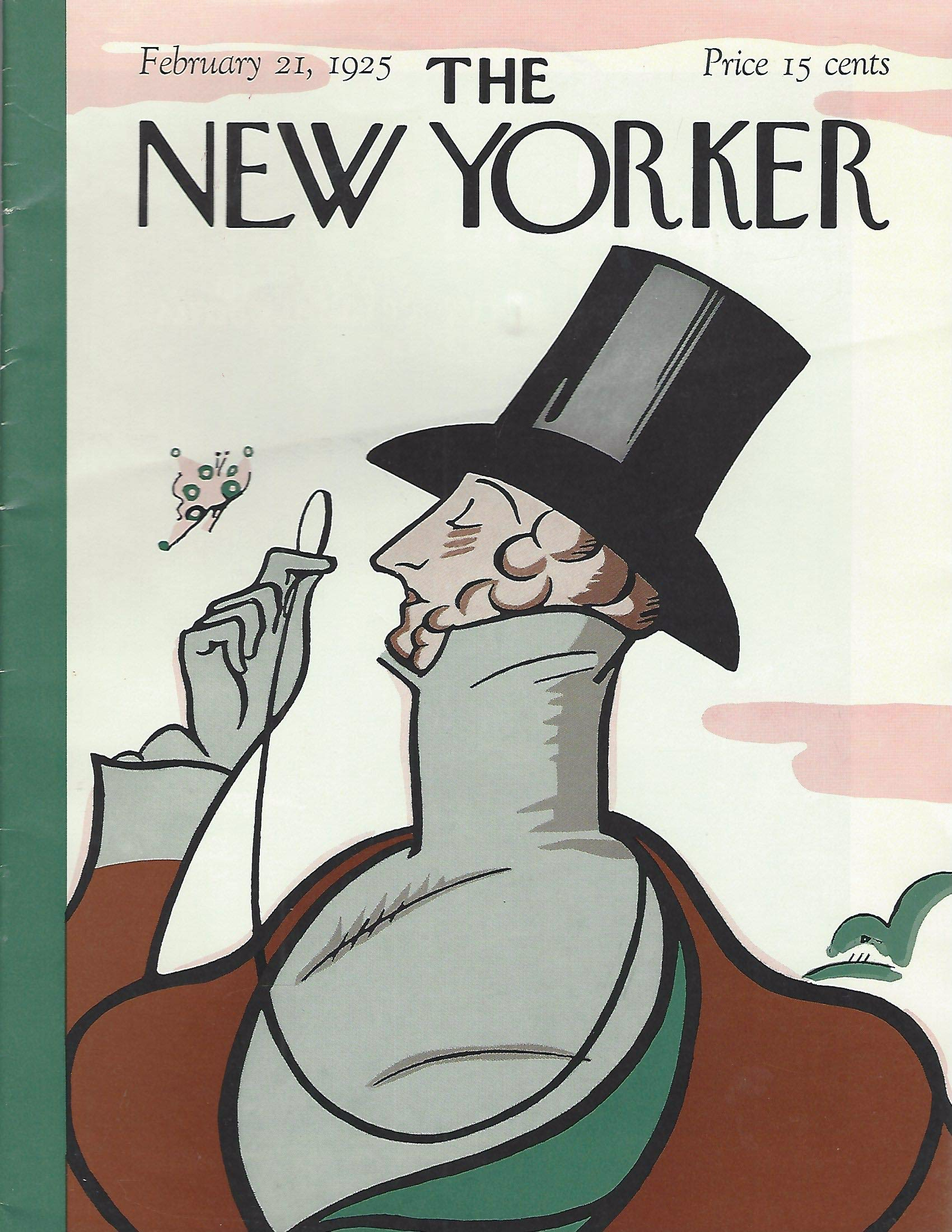
Caricature de dandy à monocle en couverture du premier numéro du New Yorker, en 1925.

### Personnages historiques
Quelques personnages célèbres ont porté un monocle, notamment les hommes politiques britanniques Joseph Chamberlain, son fils Austen et Henry Chaplin, le fondateur du Pakistan Muhammad Ali Jinnah, le président portugais António de Spínola, les cinéastes Fritz Lang et Erich von Stroheim, l'écrivain portugais Eça de Queiroz, l'acteur Conrad Veidt, les dadaïstes Tristan Tzara et Raoul Hausmann, l'ésotériste Julius Evola, l'homme politique et collaborateur français Louis Darquier de Pellepoix, le criminel Percy Toplis (en), le poète Alfred Tennyson, le chanteur Richard Tauber, le diplomate Christopher Ewart-Biggs (en), le Major Johnnie Cradock (en), l'acteur Ralph Lynn (en), Karl Marx... 
Parmi les officiers allemands qui ont porté un monocle, on peut citer Werner von Fritsch, Erich Ludendorff, Walter Model, Walter von Reichenau, Hans von Seeckt, Hugo Sperrle, Dietrich von Choltitz.
Par ailleurs, GEM Anscombe ou la journaliste Diana Kingsmill Wright (en) furent l'unes des femmes qui portaient parfois le monocle. On trouve Una Troubridge, Radclyffe Hall et la reporter allemande sous la république de Weimar, Sylvia von Harden.
Parmi les porteurs célèbres contemporains, on peut citer l'astronome Sir Patrick Moore, l'ancien boxeur Chris Eubank et le roi George Tupou V des Tonga. Le peintre expressionniste abstrait Barnett Newman portait un monocle pour mieux regarder les œuvres d'art. Richard Tauber en portait un pour masquer un strabisme.

### Personnages de fiction
Quelques porteurs de monocle de fiction : Robert de Saint-Loup, ami fidèle du narrateur d’À la recherche du temps perdu, Paul Meurisse, alias « commandant Théobald Dromard », dans la série justement intitulée Le Monocle, Wilkins Micawber, M. Peanut, la marionnette d'Edgar Bergen Charlie McCarthy, Le Pingouin, ennemi de Batman, le colonel Klink (joué par l'acteur Werner Klemperer qui a avoué qu'il tenait en place grâce à de la colle), et la plupart des représentations du colonel Moutarde du jeu de Cluedo. Le personnage Lord Peter Wimsey, un détective amateur issu des classes supérieures, possédant toute une série de gadgets cachés dans des accessoires pour gentleman, dont une loupe camouflée en monocle. Amelia Bones, de la série des Harry Potter, est également représentée arborant un monocle au procès de Harry dans Harry Potter et l'Ordre du phénix. Dans le sixième tome de la série Les Désastreuses Aventures des orphelins Baudelaire, le comte Olaf porte un monocle pour son déguisement de « Gunther ». Le célèbre gentleman cambrioleur Arsène Lupin est toujours représenté, sur les couvertures de livres ou les œuvres audio-visuel, en portant un monocle en complément d'un Haut-de forme. Le capitaine Haddock est brièvement adepte du monocle après avoir commencé à vivre en châtelain à Moulinsart, au début de l'album Les Sept Boules de cristal ; portent également un monocle, dans Les Aventures de Tintin, son ennemi juré Rastapopoulos, ainsi que le colonel Boris (alias Jorgen) et le colonel Sponsz. Le colonel Olrik est aussi un porteur occasionnel de Monocle, par exemple lors d'une réception dans Le Secret de l'Espadon, des croquis de Jacobs ou dans la reprise Le Bâton de Plutarque.